# Tim Weisberg Band
The Tim Weisberg Band is het zevende muziekalbum van de fluitist Tim Weisberg.

## Geschiedenis
Met dit album begint Weisberg zijn zwerftocht langs allerlei bekende en onbekende platenlabels. Het album is opgenomen in de Record Plant in Sausalito, Californië. Ten opzichte van zijn A&M-tijd is muzikale metgezel Lynn Blessing vertrokken. Het album is funkyer dan zijn eerdere albums, wellicht door Greg Adams, blazersarrangeur van de Tower Of Power-blazerssectie. Producer Sandlin is voornamelijk bekend van zijn werk met The Allman Brothers Band.

## Musici
- Tim Weisberg – dwarsfluit
- Todd Robinson – gitaar
- Doug Anderson – Fender basgitaar
- Ty Grimes –slagwerk

met
- Chuck Leavell (van The Allman Brothers Band), Neil Larssen – keyboards
- Rick Jaeger - slagwerk
- Tom Dougherty – percussie
- John Hug – akoestische gitaar
- Tower of Power blazerssectie

## Composities
| Nr. | Titel                                 | Duur |
| --- | ------------------------------------- | ---- |
| 1.  | Cascade (Doug Anderson/Todd Robinson) | 3:55 |
| 2.  | Lord Vanity (Anderson/Robinson)       | 4:36 |
| 3.  | Mercy, Mercy, Mercy (Joe Zawinul)     | 4:21 |
| 4.  | Gentle Storm (Robinson)               | 4:32 |

| 5.                 | Southern Lights (Robinson)                 | 4:38 |
| 6.                 | Gene, Jean (Anderson)                      | 3:07 |
| 7.                 | Aspen (Tim Weisberg/Robinson/Anderson)     | 4:21 |
| 8.                 | Shellie's Rainbow (Weisberg/Lynn Blessing) | 2:14 |
| 9.                 | The Blitz (Blessing)                       | 4:09 |
| Totale duur: 33:38 |                                            |      |

## Link Sandlin / Weisberg
- Sandlin speelde basgitaar bij en produceerde The Allman Brothers Band
- Sandlin speelde daarvoor met Norbert Putnam
- Norbert Putnam speelde bij Dan Fogelberg
- Dan Fogelberg nodigde Tim Weisberg uit als fluitist bij zijn eerste albums